# Castanhal
Castanhal é um município brasileiro do estado do Pará, Região Norte do país, pertencente à microrregião de Castanhal e desde 2011 se localiza dentro da Região Metropolitana de Belém. Distante 68 quilômetros da capital estadual, Belém, e 2 078 km da capital federal, Brasília, Sua população, conforme estimativas do IBGE de 2024, era de 207 603, habitantes, sendo a sexta maior cidade do Pará. A cidade tem uma posição geográfica privilegiada no mapa do Pará, sendo cortada pela rodovia federal BR-316, importante rota para o escoamento da produção, além disso, está a um pouco mais de 60 quilômetros de distância do porto, aeroporto e da Alça Viária, na região metropolitana de Belém.

## Etimologia
O nome Castanhal deriva do igarapé Castanhal que, em suas margens, possuía muitas castanheiras ("Bertholletia excelsa").

## História
Atribuem-se a indígenas da tribo Tupinambá, as origens históricas de Castanhal. O povoamento regular começou a partir do caldeamento racial entre brancos, pardos e nativos.
Com a chegada da Estrada de Ferro de Bragança começa o primeiro período de desenvolvimento, com os colonizadores cearenses, especializados no cultivo da terra, contratados pelo Governo Provincial. Formou-se a Vila de Castanhal, criada oficialmente em 15 de agosto de 1899.
A emancipação política de Castanhal tem dois ocorridos importantes: o primeiro em 1 de novembro de 1905, quando a então Vila de Castanhal foi anexado ao patrimônio municipal de Belém pela Lei nº 957. O segundo ocorrido em 30 de Dezembro de 1931, através do Decreto nº 565, que incorporou Castanhal ao recém-criado município de Santa Izabel. Essa situação mudaria em 28 de janeiro de 1932, quando o interventor do Estado do Pará Magalhães Barata, através do decreto de Lei nº 600 criando o município de Castanhal, considerando seu "destacado e notável desenvolvimento econômico."

## Geografia
Localizado a uma latitude 01°17'49" sul e longitude 47°55'19" oeste, estando a uma altitude de 41 metros acima do nível do mar. O município possui 1 029,300 km² de extensão territorial.

## Subdivisões

### Bairros
Castanhal possui os seguintes bairros: Betânia, Bom Jesus, Caiçara, Cariri, Milagre, Propira,  Cenóbio, Centro, Cristo Redentor, Estrela, Fonte Boa, Heliolândia, Ianetama, Imperador, Jaderlândia, Jardim das Acácias, Nova Olinda, Novo Estrela, Oscar Reis, Pantanal, Portelinha, Pirapora, Rouxinol, Salles Jardim, Salgadinho, Santa Catarina, Santa Helena, Santa Lídia, São José, Saudade, Titanlândia e Vila do Apeú.

## Demografia

### Religiões
Segundo dados do censo de 2010 promovido pelo Instituto Brasileiro de Geografia e Estatística (IBGE), a religião no município contava com 65,5% de Católicos Romanos, 27,1% evangélicos, 0,3% se declararam espíritas, 4,6% declaram não pertencer a nenhuma religião, 0,4% se declaram Testemunhas de Jeová, 2,1% se declaram ser de outras religiosidades.

## Cidades-irmãs
- Kochi, Japão
- Cotia, Brasil
- Fresno, Estados Unidos
- Wuhu, China
- Kitami, Japão
- Surabaia, Indonésia[10]
- Kuching, Malásia

## Economia
A principal atividade econômica de Castanhal é o comércio, onde tem grande contribuição no abastecimento da cidades vizinhas, através da venda de utensílios, alimentos, ferramentas, material de construção. Nos últimos anos as autoridades políticas tem aumentado o incentivo para instalação de indústrias de diversos ramos, e também contribuindo para melhoria das indústrias pioneiras na cidade.
O polo industrial da cidade atua em ramos diversificados como: calçados, têxtil, metalmecânica, alimentos, pré moldados, material elétrico e vestuário.
Castanhal é o município mais desenvolvido da Região Nordeste do Pará e o que apresenta o crescimento mais acelerado nas áreas de indústrias e comércio.
O poder público nos últimos anos em seu planejamento estratégico para o desenvolvimento municipal vem investindo na realização do projeto do polo industrial, que prevê a transformação de um espaço de 173 hectares em uma das maiores áreas industriais do Norte do Brasil. O Polo Industrial de Castanhal está sendo implantado em uma área privilegiada às margens da PA-10, a cerca de cinco quilômetros de distância da sede do município. O poder público realizará toda a infraestrutura necessária para a instalação das empresas como: iluminação pública, sistema de água e telefone, além da doação de lotes e a isenção de impostos, como IPTU e ISS, para empresas que queiram se instalar no município e contratar mão de obra local. O polo contará ainda com um hangar e uma pista de pouso para aeronaves de pequeno porte.

### Turismo
O principal ponto turístico da cidade é a Catedral Santa Maria Mãe de Deus, uma das maiores obras arquitetônicas da região. O Monumento e a praça Cristo Redentor também é um dos mais belos pontos turísticos da cidade de Castanhal, inaugurado para as comemorações dos 50 anos da cidade em 1982. Localizado na avenida Major Wilson, bairro do Cristo. É muito visitada a avenida Barão do Rio Branco, a principal avenida da cidade, por possuir inúmeras lojas. Quem vai para Castanhal nunca deixa de ir à Praça do Estrela, entre outras. Na mesma Praça do Estrela, está exposta uma réplica do pátio ferroviário da cidade com uma locomotiva a vapor n°28, representando a extinta Estrada de Ferro de Bragança, que cortava a região. Essa réplica é tombada como Patrimônio Histórico do município. Na vila do Apeú, Igreja Matriz de São José, e a Diocese de Castanhal são também muito visitados.
Sem falar das praias belíssimas do Pará, duas localizam-se na estrada de Castanhal-Curuçá, região litorânea próximo à Castanhal, que são Marudá e Crispim.

## Infraestrutura

### Educação
A educação de nível superior em Castanhal conta com as seguintes universidades: Universidade Federal do Pará (UFPA), Universidade do Estado do Pará (UEPA),Universidade Estácio de Sá (Estácio/ Castanhal), Centro de Educação da Amazônia (CEAMA), Instituto Federal de Educação, Ciência e Tecnologia do Pará (IFPA), Universidade Paulista (UNIP), Universidade Norte do Paraná (FAMAC/UNOPAR) e Centro Universitário Internacional (UNINTER) Universidade da Amazônia (UNAMA).

## Filhos ilustres
- Jaloo - cantora
- Almir Gabriel - Ex-governador do Pará